# 林加霍爾姆島
林加霍爾姆島是蘇格蘭的島嶼，位於斯特朗賽島以西的大西洋海域，屬於奧克尼群島的一部分，長1.5公里、寬1.1公里，面積0.57平方公里，最高點海拔高度18米，島上無人居住。
59°07′57″N 2°40′28″W / 59.13256°N 2.67444°W